# همسر (فیلم ۱۹۴۵)
همسر (انگلیسی: Guest Wife) فیلمی در ژانر کمدی رمانتیک به کارگردانی سم وود است که در سال ۱۹۴۵ منتشر شد. از بازیگران آن می‌توان به کلودت کولبرت، دان آمچی، دیک فورن، گرترود آستور، چارلز آر. مور و ماری فوربس اشاره کرد.